# Il naso della regina (serie televisiva)
Il naso della regina (The Queen's Nose) è una serie televisiva britannica in 44 episodi trasmessi per la prima volta nel corso di 7 stagioni dal 1995 al 2003. È un adattamento del romanzo Il naso della regina (The Queen's Nose) di Dick King-Smith.

## Personaggi e interpreti
- Melody (stagioni 1-6), interpretata da Heather-Jay Jones.
- Gregory (stagioni 1-6), interpretato da Callum Dixon.
- Harmony (stagioni 1-5), interpretata da Victoria Shalet.
- Audrey (stagioni 1-5), interpretata da Paula Wilcox.
- Arthur (stagioni 1-5), interpretato da Stephen Moore.
- Zio Ginger (stagioni 1-3), interpretato da Donald Sumpter.
- Sophie (stagioni 4-7), interpretata da Dominique Moore.
- Sam (stagioni 4-7), interpretato da Ella Jones.
- Pansy (stagioni 4-6), interpretata da Grace Atherton.
- Jordan (stagioni 4-5), interpretato da Scott Charles.

## Produzione
La serie fu prodotta da Film and General Productions e girata nella Royal Masonic School a Bushey in Inghilterra. Le musiche furono composte da Carl Davis.

### Registi
Tra i registi sono accreditati:
- Carol Wiseman in 19 episodi (1996-2001)
- David Skynner in 12 episodi (2002-2003)

### Sceneggiatori
Tra gli sceneggiatori sono accreditati:
- Dick King-Smith in 32 episodi (1995-2003)
- Graham Alborough in 11 episodi (2000-2003)
- Steve Attridge in 9 episodi (1995-2000)
- Jesse Armstrong in 6 episodi (2001-2003)
- Sam Bain in 6 episodi (2001-2003)
- Phil Hughes in 5 episodi (2001-2003)
- Emma Frost in 2 episodi (2000)

## Distribuzione
La serie fu trasmessa nel Regno Unito dal 15 novembre 1995 al 16 dicembre 2003 sulla rete televisiva BBC. In Italia è stata trasmessa dal 2003 su RaiSat Ragazzi con il titolo Il naso della regina.
Alcune delle uscite internazionali sono state:
- nel Regno Unito il 15 novembre 1995 (The Queen's Nose")
- in Germania l'8 gennaio 1998 (Die magische Münze)
- in Italia (Il naso della regina)

## Episodi
| Stagione         | Episodi | Prima TV Regno Unito |
| ---------------- | ------- | -------------------- |
| Prima stagione   | 6       | 1995                 |
| Seconda stagione | 6       | 1996                 |
| Terza stagione   | 8       | 1998-2000            |
| Quarta stagione  | 6       | 2000                 |
| Quinta stagione  | 6       | 2001                 |
| Sesta stagione   | 6       | 2002                 |
| Settima stagione | 6       | 2003                 |